# Бєлкіна Надія Миколаївна
Наді́я Микола́ївна Бє́лкіна (рос. Надежда Николаевна Белкина; нар. 30 вересня 1990) — українська біатлоністка. Член національної збірної України, переможниця та призерка етапів кубку IBU, учасниця етапів кубка світу з біатлону, чемпіонка Зимової Універсіади-2017 в Казахстані в гонці переслідування.

## Біографія
Надія народилася в сучасній Республіці Марій Ел, що в Росії. Закінчила Марійський державний університет за спеціальністю «викладач фізичної культури».
Перед сезоном 2011—2012 перейшла до збірної України з біатлону, і відбула річний карантин. На Кубку світу Бєлкіна дебютувала в сезоні 2013—2014 років.
В березні 2016 року здобула перемогу у гонці в Італії, місто Мартелло, на етапі Кубка IBU.